# Agaton Sax och Byköpings gästabud
Agaton Sax och Byköpings gästabud (1963) är Nils-Olof Franzéns sjätte roman om detektiven Agaton Sax. I den här boken är Agaton Sax hela tiden i Byköping, till skillnad från i de andra böckerna där han är på alla möjliga ställen i Europa.

## Handling
Till Agaton Sax stora förvåning anländer de båda storförbrytarna Octopus P. Scott och Julius Mosca till Byköping och kommer till honom för att be om hjälp mot Scotland Yard. De utger sig för att vara oskyldiga dubbelgångare till storförbrytarna. Dessa förbrytares plan är att kidnappa Agaton Sax.
I Byköping har det byggts ett nytt, stort höghus. Det ska invigas med en stor middag till vilken de viktigaste personerna i Byköping är inbjudna (Agaton Sax var naturligtvis bjuden). Då har skurkarna tänkt slå till. (I filmen hålls festen i borgen Byköpingshus; jämför Nyköpingshus.)
För att krångla till det ännu mer kommer de riktiga dubbelgångarna, Absalom Nick och Charlie MacSnuff, till Byköping. Dit anländer också Lispington som griper alla som liknar en förbrytare.